# 梅山豚

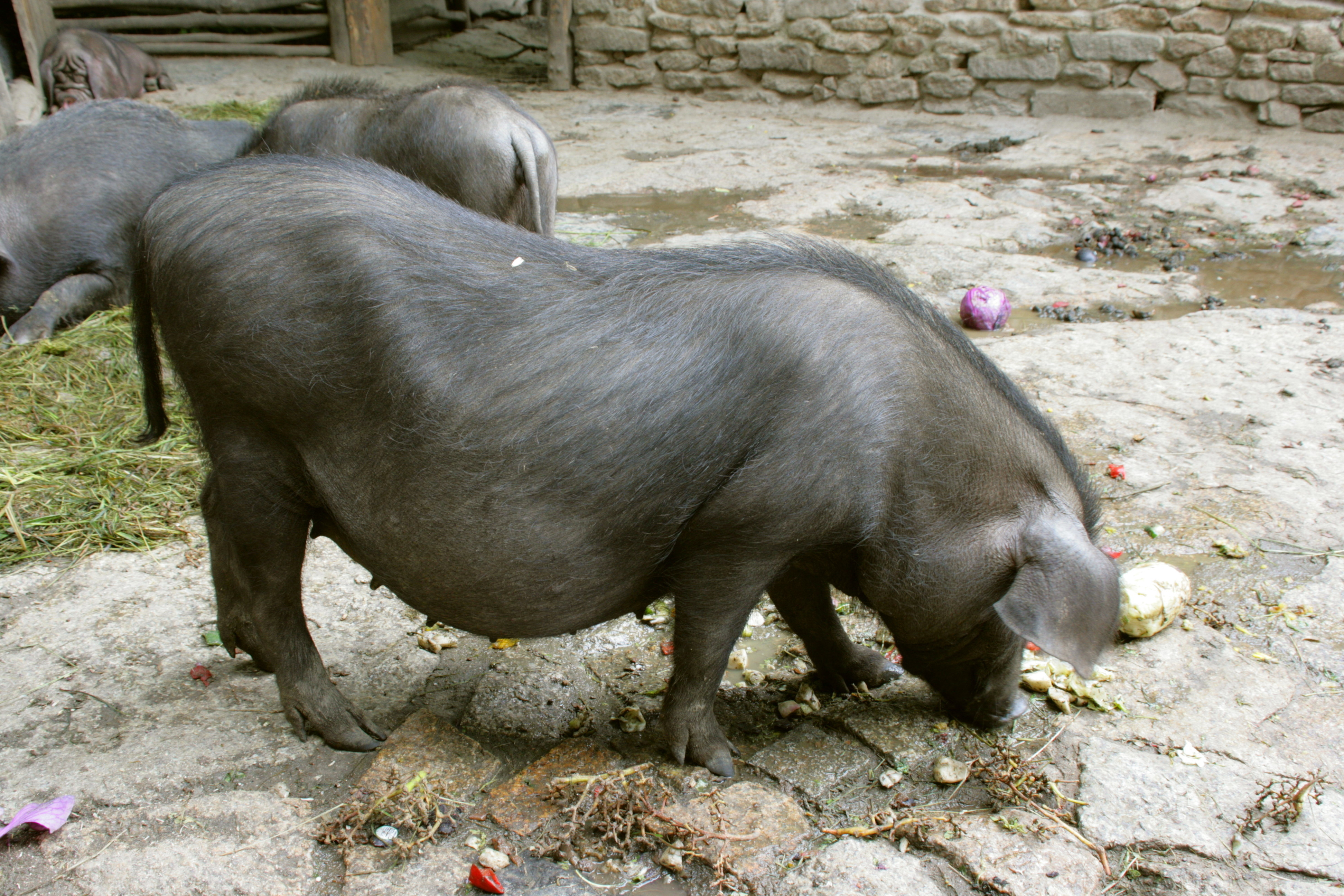
梅山豚

梅山豚（メイシャンとん・めいさんとん）とは、中国の太湖豚系の原種豚の品種名。また、茨城県猿島郡境町塚原牧場の登録商標名でもある。
なお、中国においては豚と猪は同義でもあるため、梅山猪という表記もある。

## 概要
梅山豚は、中国太湖豚系の原種豚である。『西遊記』に登場する「猪八戒」、『封神演義』に登場する「梅山七怪」の「朱子真」のモデルになったとも言われている。
多産系のブタであり、雑食という特徴を持つ。
日本での梅山豚については、1972年日中国交正常化の際にジャイアントパンダに続いて、梅山豚10頭が寄贈されたことに始まる。
その後、民間においては、1989年に塚原牧場が雄2頭、雌10頭を初めて輸入した。しかし、翌1990年に中国政府が禁止品目に指定（指名で指定したのか包括指定で被ったのかは不明）したため、日本で飼育されている梅山豚は、農林水産省と塚原牧場を合わせて100頭前後しかいない。
梅山豚の多産遺伝子を特定し、生産効率の向上に活用する研究が畜産草地研究所で行われている。
塚原牧場から主に出荷されているのは、梅山豚の雌とデュロック種の雄を交配した梅山豚のF1種である。

## クローン豚
農業生物資源研究所、農業・食品産業技術総合研究機構畜産草地研究所、プライムテックが協力し、2000年7月2日に世界では2番目、日本では初の事例となるクローン豚ゼナを誕生させた。このゼナは梅山豚の雌である。

## 塚原牧場
塚原牧場は茨城県猿島郡境町の企業である。